# Kinderschutz
Kinderschutz ist ein Sammelbegriff für rechtliche Regelungen sowie für Maßnahmen von staatlichen und nichtstaatlichen Institutionen, die dem Schutz von Kindern vor Schäden und Beeinträchtigungen dienen sollen. In der Kinder- und Jugendhilfe und im allgemeinen Sprachgebrauch wird der Begriff auch in einer engeren Definition verstanden, im Sinne des Schutzauftrages bei Kindeswohlgefährdung.
Kinderschutz ist nicht zu verwechseln mit Jugendschutz, bei dem es auch um den Schutz junger Menschen „vor sich selbst“ geht. Im Bereich des Jugendarbeitsschutzes überschneiden sich beide Schutzgedanken.

## Geschichtliche Entwicklung
Anfänge um einen Kinderschutz entstanden im 19. Jahrhundert. Historisch gesehen führte der Kinderschutz zu höchst unterschiedlichen Ergebnissen, da er einerseits Ausdruck zeitgenössischer Zwangspädagogik war, andererseits damit die Fürsorge für das Kind zur gesellschaftlichen Frage erhoben wurde. Im Zuge der Reformpädagogik entstand in den 1960er-Jahren eine Diskussion um den Kinderschutz, die zusammen mit dem Gedanken der Kinderrechte dazu führte, dass sich das Konzept des „Neuen Kinderschutzes“ durchsetzte (entwickelt auf der Grundlage von Studien von Helfer, Kempe). Die Idee des „Neuen Kinderschutzes“ markiert eine Wende der Kinder- und Jugendhilfe. An die Stelle von Maßnahmen und Kontrolle soll der Aufbau eines demokratischen, an Solidarität und Verständnis orientierten Hilfeangebots treten, das sich an Kinder und an Eltern wendet. Die Qualität des Hilfesystems, der Zugang zur Klientel und beraterische Probleme der Hilfe rücken in den Mittelpunkt der Hilfediskussion, aber auch das Scheitern am „unfreiwilligen Klienten“. Die Jugendhilfe erfuhr seit dem Paradigmenwechsel hin zum „Neuen Kinderschutz“ eine weitgehende Professionalisierung, Differenzierung der Angebote und Qualifizierung beratender Kompetenzen.
Auf UN-Ebene wurde 1989 die Kinderrechtskonvention verabschiedet. Deutschland ratifizierte diese Konvention nur unter dem Vorbehalt des Fortbestehens der Einschränkungen der Kinderrechte durch das Familien- und Ausländerrecht.

## Kinderschutzauftrag des Staates
Im Prinzip sind weltweit die Staaten dafür verantwortlich, dass die Idee des Kinderschutzes in ihrem Machtbereich verwirklicht wird. Das setzt allerdings voraus, dass den Staatsorganen die Existenz eines Kindes offiziell bekannt ist. Tatsächlich gibt es (vor allem in Afrika und Südasien) Länder, in denen auf weniger als die Hälfte der unter fünf Jahre alten Kinder eine Geburtsurkunde ausgestellt wurde. 50 Millionen Kinder ohne Geburtsurkunde weltweit existieren offiziell gar nicht. Dasselbe gilt für Kinder illegal Zugewanderter. Gesetze gegen Kinderarbeit oder -prostitution sind aber nur dann durchzusetzen, wenn Herkunft und Alter des Kindes eindeutig festgestellt werden können.

### Deutschland
In Deutschland regeln die §§ 8a, 8b und 42 SGB VIII die Zuständigkeiten des Staates in Sachen Kinderschutz. Örtlich zuständige Jugendämter sind für alle Fälle (auch vermuteter) Gefährdungen und Verletzungen des Kindswohls zuständig. Verantwortlich ist als Vermittlungsperson die Insoweit erfahrene Fachkraft. Diese kooperiert mit der Sozialpädagogischen Familienhilfe und der Erziehungs- und Familienberatung, aber auch mit Kinderärzten und mit der Schule. In schwierigen Fällen wird eine Inobhutnahme von Kindern und Jugendlichen auch gegen den Willen der Sorgeberechtigten veranlasst.
Das Jugendamt wird nicht in jedem Fall selbst aktiv. Es kann niedrigschwellige Hilfsangebote in Einrichtungen wie Kindertagesstätten organisieren, z. B. durch die Vermittlung von Weiterbildungsangeboten für Erzieher. Am 1. Januar 2012 trat in Deutschland das Artikelgesetz Bundeskinderschutzgesetz in Kraft.
In Nordrhein-Westfalen hat der Landtag 2022 zum Abschluss der Legislaturperiode das ergänzende Gesetz zum Schutz des Kindeswohls und zur Weiterentwicklung und Verbesserung des Schutzes von Kindern und Jugendlichen in Nordrhein-Westfalen (Landeskinderschutzgesetz NRW) verabschiedet.

### Österreich
„Die Regierungen sind hauptverantwortlich für den Schutz von Kindern und den Zugang zu Gewaltschutzeinrichtungen sowie für die Unterstützung von Familien, damit diese ihren Kindern ein sicheres Aufwachsen ermöglichen können“, stellt das österreichische Bundesministerium für Gesundheit, Familie und Jugend fest.

### Schweiz
Im Jahre 1907 wurde das vorher kantonale Vormundschaftswesen vom Bund im Zivilgesetzbuch im eidgenössischen Familienrecht geregelt. Seit 2013 regelt ein moderneres Kindes- und Erwachsenenschutzrecht den Kinderschutz. Seither wurden auch in ländlichen Regionen Laien durch Fachpersonal ersetzt. Im Parlament war die Reform unbestritten, jedoch löst die Durchführung in der Praxis durchaus Kontroversen aus und eine Volksinitiative wurde lanciert.

## Aufgaben von Kinderschutz-Organisationen
Neben dem Jugendamt und freien Trägern der Kinder- und Jugendhilfe, gibt es weitere Kinderschutz-Organisationen. Sie setzen sich dafür ein, dass Kinder in sozialer Sicherheit aufwachsen, vor Gewalt und Kindesmisshandlung geschützt sind sowie einen kompetenten Umgang mit den Medien lernen. Dies sind beispielsweise der Kinderschutzbund oder die Kinderschutzzentren.

## Kinderschutz in Institutionen und Organisationen
Organisationen und Institutionen, die mit Kindern arbeiten, entwickeln besonders in den letzten Jahren Kinderschutzkonzepte für ihre Arbeit. Diese werden meist Kinderschutzrichtlinie, -konzept oder -policy oder auch Safeguarding-Policy genannt. Sie sind Systeme von spezifischen Maßnahmen, die für den besseren Schutz vor Gewalt von Kindern und Jugendlichen in einer Institution sorgen. Bei der Erstellung und Implementation einer Kinderschutzrichtlinie werden in der Regel präventive Maßnahmen sowie ein Fallmanagement-System festgelegt.
Kinderschutzrichtlinien sind ein Qualitätsmerkmal für mit Kindern arbeitende Organisationen, das mitunter auch von Geldgebern eingefordert wird. Nach Ansicht von Wolfgang Mazal könnte der Gesetzgeber auf Basis zahlreicher Kompetenzen (des österreichischen Bundes) eine Verpflichtung zur Entwicklung und Umsetzung von Kinderschutzkonzepten implementieren. Dies ist bislang allerdings nicht passiert.

### Schutz vor sexuellem Missbrauch
Der Schutz vor sexuellem Missbrauch gehört zu den insbesondere von Eltern als besonders wichtig wahrgenommenen Bereichen des Kinderschutzes.

#### Prävention
Bei der Prävention werden die primäre (Verhinderung einer Tat), die sekundäre (Früherkennung/frühes Einschreiten) und die tertiäre Prävention (Verhindern einer Wiederholung) unterschieden.
Primäre PräventionEine unspezifische, aber wichtige Vorbedingung für die Prävention von Kindesmissbrauch ist ein ausgeglichenes familiäres Klima, welches Raum schafft für Selbstbewusstsein und emotionale Eigenständigkeit. Ermutigung zu einem gesunden Selbstvertrauen hilft Kindern dabei, eigene Belange besser wahrnehmen zu können. Dadurch erhöht sich die Chance, dass ungute oder quälende Gefühle im Ernstfall vom Kind eher verbalisiert werden und ggf. zu Abgrenzungshandlungen führen. Eltern sollten sich ferner bemühen, sich über ihr sexuelles und Beziehungsverhalten klarer zu werden, da Kinder spüren, bei welchen Themen Eltern sich in Wirklichkeit unwohl und unsicher fühlen, und sie schlimmstenfalls als Ansprechpartner nicht in Betracht ziehen.
Nach Finkelhors Modell des sexuellen Missbrauchs von Kindern (1984) 
müssen vier Vorbedingungen erfüllt sein, bevor ein Missbrauch möglich ist:
1. Der Täter muss motiviert sein, ein Kind zu missbrauchen.
2. Der Täter muss innere Hindernisse überwinden.
3. Der Täter muss äußere Hindernisse überwinden.
4. Der Täter muss den Widerstand des Kindes überwinden.

Eine Tat kommt nicht zustande, wenn die Motivation des Täters zu klein ist im Vergleich zu den Hindernissen (Krivacska, 1989).
Missbrauchsvorbeugeprogramme an Schulen sollen Kinder aufklären und sie dazu ermutigen, Missbrauchsfälle zu melden. Die Veröffentlichung dieser Maßnahmen schreckt potenzielle Täter ab, weil sie daraufhin ihr Entdeckungsrisiko höher einschätzen. Aufklärungsveranstaltungen für Eltern über mögliche Folgen von Missbrauch erhöhen bei anwesenden potenziellen Tätern ebenfalls die innere Hemmschwelle. Anzeigekampagnen, die an potenzielle Täter gerichtet sind, sollen die Gefahren herausstellen und potenziellen Tätern nahelegen, vertrauliche therapeutische Hilfe in Anspruch zu nehmen. Auch pubertierende Schüler, die sich vielleicht gerade über ihre sexuelle Neigung zu Kindern klar werden, sollen erreicht werden.
Äußere Hindernisse zielen vor allem darauf ab, dass potenzielle Täter nicht mit Kindern alleine sind. Gebäude, in denen Kinder untergebracht sind, sollten daher nicht über fensterlose und von innen abschließbare Zimmer verfügen. Organisatorische Vorschriften sollten in bestimmten Situationen die Anwesenheit eines weiteren Erwachsenen sicherstellen. Auf diese Weise werden auch falsche Anschuldigungen vermieden. In einigen Ländern dürfen Schulen und Kindergärten Bewerber auf einschlägige Vorstrafen prüfen.

Krivacska (1989) rechnet diejenigen Programme, die Kindern Selbstbewusstsein und -sicherheit vermitteln und ihre emotionale Stabilität erhöhen, noch zur primären Prävention, da solche Kinder seltener einem sexuellen Missbrauch zum Opfer fallen.
Sekundäre PräventionProgramme zur sekundären Prävention wollen Kinder in die Lage versetzen, Missbrauchssituationen zu erkennen, zu stoppen und zu melden (siehe auch: Artikel „Sexualisierte Gewalt“, Abschnitt „Prävention“). Kinder, die bereits sexuell missbraucht worden sind, sollen dazu bewegt werden, dies zu melden. Es gibt eine Studie von Toal (1985), die Kritik an der Wirksamkeit eines solchen Programms übt.
Die Niederlande und Belgien stellen in einem Programm bei sexuellem Missbrauch die Vertraulichkeit der Therapie von Opfer und Täter sicher. Nur selten ist eine Intervention notwendig. Man erhofft sich, dass einige Kinder eher bereit sind, über sexuellen Missbrauch zu reden, wenn es vertrauliche Behandlungsangebote gibt, und ihnen und den Tätern die Konsequenzen einer Strafverfolgung erspart bleiben.

Die Inhalte von Präventionsprogrammen in den USA können Kinder laut Krivacska (1991) leicht missverstehen. Beispielsweise werde kindliche Sexualität (z. B. Doktorspiele, Masturbation, vgl. auch Infantile Sexualität nach Freud) und oft auch das Thema Sexualität überhaupt ausgeklammert. Krivacska glaubt, dass sonst einerseits insbesondere in den USA mit dem Widerstand von Eltern gegen das Programm zu rechnen wäre und andererseits eine Tendenz bestünde sexuellen Missbrauch als Mittel des Täters Macht auszuüben zu interpretieren, was aber nicht durch die Fakten abgedeckt sei.
Selbst wenn die Kinder in der Lage wären, mit hoher Sicherheit (80 %) missbräuchliche Situationen von nicht-missbräuchlichen zu unterscheiden, meint Krivacska abschätzen zu können, dass Kinder nach solchen Programmen sich in der Mehrzahl der Fälle irren, wenn sie glauben einem Missbrauch ausgesetzt zu sein. Offenbar melde nur ein geringer Anteil der Kinder den vermeintlichen oder echten Missbrauch weiter. Die Erwachsenen, die davon erfahren, wirken laut Krivacska als zweite Filter, wenn sie einen Irrtum des Kindes erkennen.

## Schutz vor Missbrauch mit dem Missbrauch
Die starke Emotionalisierung des Themas sexueller Missbrauch in den 1980er und 1990er Jahren führte dazu, dass manche Kinderschutzvereine bei Verdacht und Behandlung unzureichend validierte Methoden einsetzten. In der Regel waren diese auf sexuellen Missbrauch spezialisiert. Sie schulten Erzieher und andere Personen, die viel Kontakt zu Kindern haben, darin, auf unspezifische „Missbrauchssignale“ (Verhaltensauffälligkeiten) und Kinderzeichnungen als Verdachtsgrundlage zu achten. Nach ihrem Selbstverständnis betrieben die Verfechter dieser Methoden „Aufdeckung“ und parteilichen Kinderschutz „auf Seite des Kindes“. Andere Erklärungen für das Verhalten des Kindes als Missbrauch zogen sie zu wenig oder gar nicht in Erwägung. „Die Kinder konnten sagen, was sie wollten. Alles trug zur Festigung des Verdachts bei, sie seien sexuell mißbraucht worden“, so die Kritik eines Richters bei den Mainzer Missbrauchsprozessen. Im Unterschied zu bewährten und ergebnisoffenen polizeilichen Ermittlungen führte das einseitig auf Aufdeckung ausgerichtete Vorgehen dieser Kinderschutzvereine durch suggestive Befragungen und nach ihrer Interpretation auffälliges Spiel mit anatomisch korrekten Puppen dazu, dass viele Kinder den Verdacht schließlich bestätigten (siehe False-Memory-Syndrom). Der Kreis der Beschuldigten und die vorgeworfenen Taten erreichten in einigen Fällen ein bislang unbekanntes Ausmaß. In Deutschland sorgten die Fälle von Worms, Nordhorn, Coesfeld und Flachslanden für öffentliches Aufsehen. Die Angeklagten wurden teilweise wegen erwiesener Unschuld freigesprochen, teilweise da sich durch die Suggestivbefragungen der Wahrheitsgehalt der Aussagen der Kinder nicht mehr feststellen ließ. Nach Auffassung zahlreicher Gutachter ist die Zeugenaussage des Kindes nicht verwertbar, wenn es zuvor mehrmals suggestiv und ohne genaue Dokumentation befragt wurde, sodass dadurch auch Fälle tatsächlichen sexuellen Missbrauchs nicht mehr aufgeklärt werden können. Der deutsche Kinderschutzbund kritisierte die Vermischung von psychologischer Beratung und eigenmächtigen Ermittlungsversuchen.
Weil die Kinder selbst davon überzeugt sind, dass der sexuelle Missbrauch stattgefunden hat, fällt es ihnen schwer, zu dem Beschuldigten wieder ein Vertrauensverhältnis aufzubauen.

## Kinderschutz in der Familie
Für den Umgang mit Fernsehen und den Internet lassen sich Vorkehrungen treffen, um die Benutzbarkeit der Medien für die eigenen Kinder einzuschränken und deren Aktivität zu überwachen. So lassen sich der Zugriff auf einzelne Seiten im Internet sperren oder Erwachsenenprogramme im Fernsehen mit einer Geheimzahl schützen. Es wurden spezielle Kindersuchmaschinen entwickelt und veröffentlicht, wo Kinder und Jugendliche nur altersgerechte Inhalte angezeigt bekommen.

## Weitere Felder des Schutzes von Kindern

### Schutz von Embryonen, Föten und Neugeborenen
Nach Informationen des Entwicklungsfonds der Vereinten Nationen für Frauen (UNIFEM), sind weltweit etwa ein Drittel aller Schwangerschaften ungeplant und etwa ein Viertel aller schwangeren Frauen entscheiden sich zu einem Abbruch. Im 19. Jahrhundert wurden in Deutschland für das Ammenwesen sowie die sogenannten Pflege- und Haltekinder spezielle Regelungen geschaffen, um Kostfrauen (Engelmacherinnen) Einhalt zu gebieten. Eine Methode, Abtreibungen vorzubeugen, besteht darin, sexuelle Aufklärung zu organisieren und kostenlos bzw. preisgünstig Mittel zur Empfängnisverhütung bereitzustellen. Dadurch sinkt nachweislich der Anteil der abgebrochenen Schwangerschaften.
Ungewollte Kinder werden mitunter Opfer von Tötung oder Aussetzung. Um in letzterem Falle die schnelle Versorgung des Kindes zu gewährleisten, haben einige Industrieländer Babyklappen eingerichtet. Ausgesetzte und verwaiste Kinder werden in Findel- und Waisenhäusern versorgt oder adoptiert.
Embryonen und Föten müssen auch vor gefährlichen Immissionen geschützt werden: Während der Schwangerschaft können die Einnahme bestimmter Medikamente (z. B. Thalidomid), Alkoholkonsum und das Rauchen zu Gesundheitsschäden oder Missbildungen beim Kind führen. Die Deutsche Kinderhilfe fordert, das Rauchen und den Alkoholkonsum durch Schwangere strafrechtlich (als „gefährliche Körperverletzung“) zu verfolgen oder als Ordnungswidrigkeit zu ahnden.

### Schutz vor Verkehrsgefahren
Unfälle im Straßenverkehr sind in den Industrieländern die häufigste Todesursache bei Kindern. Als präventive Maßnahmen kommen rechtliche und technische Verkehrsbeschränkungen wie Spielstraßen, Tempo-30-Zonen, geschützte Überwege, eine spezielle Sicherungspflicht im Auto, angepasste Kindersitze oder die Empfehlung von Fahrradhelmen zum Einsatz. Bei der aktiven Unfallverhütung kommt den pädagogischen Maßnahmen in Form der Verkehrserziehung eine bedeutende Rolle zu, weil sie das Kind zu einer Selbstsicherung ausbilden.
Kleine Kinder sind besonders gefährdet, da sie im Straßenverkehr oft nicht gesehen werden und sie sich weniger vorhersehbar bewegen als Erwachsene. Zudem sind Kinder unter zehn Jahren nicht in der Lage, die Geschwindigkeiten und Entfernungen im Straßenverkehr richtig einzuschätzen und darauf angemessen zu reagieren. Gegenüber älteren Menschen, Kindern und Hilfsbedürftigen wurde 1980 durch § 3 Abs. 2a StVO ein erhöhter Maßstab an die Sorgfaltspflicht eingeführt. Die diesbezügliche Vorschrift lautet: „Die Fahrzeugführer müssen sich gegenüber Kindern, Hilfsbedürftigen und älteren Menschen, insbesondere durch Verminderung der Fahrgeschwindigkeit und durch Bremsbereitschaft, so verhalten, dass eine Gefährdung dieser Verkehrsteilnehmer ausgeschlossen ist.“
Im Straßenverkehr haften Kinder nur in begrenztem Maße. Zum 1. August 2002 wurde in Deutschland die Altersgrenze, ab der ein Kind bei Unfällen im Straßenverkehr haftbar gemacht werden kann, für alle Fälle außer bei Vorsatz von sieben auf zehn Jahre angehoben. Unabhängig davon wird im Einzelfall geprüft, ob eine Verletzung der Aufsichtspflicht vorlag. Für ältere Kinder gilt, wie für alle nicht motorisierten Verkehrsteilnehmer, dass ein Kraftfahrzeughalter ihnen gegenüber auf Grund der Gefährdungshaftung für Schadenersatz sowie Schmerzensgeld haftet, selbst wenn er am Unfall keine Schuld trägt.
Die Kinderkommission des Deutschen Bundestages stellte 2001 acht zentrale Forderungen zum Bereich „Kinder und Verkehr“ auf. Die ersten drei Forderungen bezogen sich auf eine flächendeckende Aufklärung von Erwachsenen im Umgang mit kindlichen Verhaltensweisen im Verkehr, die Schaffung von Bewegungsräumen für Kinder außerhalb des Straßenverkehrs und eine Intensivierung der Verkehrserziehung für Kinder. Letztere wird etwa durch die Qualifizierung zum Fußgängerdiplom und zur Radfahrprüfung betrieben. Das Netzwerk Kind und Verkehr kritisiert, im Straßenbau sei für viele Fachleute allein ausschlaggebend, dass die Zahl der Unfälle zurückgehe und der Motorfahrzeugverkehr weiter verflüssigt werde. Inwieweit durch die ergriffenen Maßnahmen Kinder aus dem Straßenraum verdrängt und in ihrer Entwicklung eingeschränkt würden, werde nicht genügend berücksichtigt.

### Schutz vor Krankheiten und Misshandlungen
Einer der wichtigsten Zweige der öffentlichen Gesundheitspflege war Ende des 19. Jahrhunderts die Schulhygiene, welche sich hauptsächlich mit den gesundheitsgemäßen Einrichtungen der Schulen beschäftigt. In allen Kulturstaaten war der Schutz der Kinder in den Fabriken und andern gewerblichen Etablissements gesetzlich geregelt (siehe Fabrikgesetzgebung), auch bestanden überall Kinderspitäler oder wenigstens in großen Krankenhäusern eigene Abteilungen für Kinder. Das erste derartige Spital wurde zu Anfang des 18. Jahrhunderts zu London, das zweite 1802 zu Paris gegründet, dem dann das Rudolfspital in Wien folgte.
Die gute ärztliche Versorgung und die guten hygienischen Bedingungen haben im 20. Jahrhundert Infektionskrankheiten in den Industrieländern als Todesursache stark zurückgedrängt. Übertriebene Hygiene führt möglicherweise sogar zu Allergien. Angeborene Krankheiten wie Herzfehler und Krebs spielen eine größere Rolle.
Eine besondere Gesundheitsgefahr sind Sonnenbrände, weil sie im Kindesalter das Risiko für Hautkrebs besonders stark erhöhen. In jüngster Zeit  bereiten in Deutschland der zunehmende Anteil übergewichtiger Kinder und Bewegungsmangel bei Kindern Sorgen. Ein anderes Problem vor allem bei der Behandlung chronisch kranker Kinder ist, dass kaum Medikamente für sie zugelassen sind, und dadurch entsprechende Angaben zu Dosierung und Nebenwirkungen fehlen. Als Hauptursache für Pseudokrupp bei Kindern gilt das Passivrauchen bei rauchenden Eltern. Es ist vermutlich auch am plötzlichen Kindstod beteiligt. Alkoholismus ist eine der Ursachen von Kindesmisshandlung. Sowohl Kindesmisshandlung als auch sexueller Missbrauch stehen mit psychischen Schäden im Zusammenhang. Nach einer Metaanalyse (Rind 1998) haben Erwachsene mit psychischen Schäden in der Kindheit sehr viel eher Misshandlung, Vernachlässigung und ungünstige Familienumstände erfahren als sexuellen Missbrauch.
In mehreren Bundesländern sind seit dem Frühjahr 2008 alle Eltern verpflichtet, ihre Kleinkinder zum Schutz vor Vernachlässigungen oder Misshandlungen regelmäßig einem Kinderarzt vorzustellen. Diese Regelung soll nach den Vorstellungen des ehemaligen saarländischen Ministerpräsidenten Peter Müller bundesweit eingeführt werden. Die deutsche Bundeskanzlerin Angela Merkel hat diesem Vorschlag zugestimmt.
Laut einer von „USMedia“ durchgeführten Umfrage unter 4.000 Müttern in Deutschland sprachen sich 95,2 % dafür aus, die Vorsorgeuntersuchungen (U1-U9) bei Kindern zur Pflicht zu machen. Von diesen Müttern befürworteten 59,6 % die Forderung, den Bezug des Kindergeldes künftig von der Durchführung dieser Untersuchungen abhängig zu machen.
In Österreich hat das „Bundesministerium für Gesundheit, Familie und Jugend“ einen „Leitfaden für die Kinderschutzarbeit in Gesundheitsberufen“ mit dem Titel „Gewalt gegen Kinder und Jugendliche“ herausgegeben, durch den insbesondere Ärzte für die physischen und psychischen Folgen des Fehlverhaltens Erziehungsberechtigter sensibilisiert werden sollen.
Tötungsdelikte an Kindern sind dagegen eine seltene Todesursache. In zwei Drittel der Fälle begeht ein Elternteil (Stiefeltern eingeschlossen) die Tat. Mütter und Väter treten in etwa gleich häufig als Täter auf. Andere Verwandte begehen 7 %, Freunde und Bekannte 23 % und Fremde 100 % der Taten. In diesen Fällen sind die Täter überwiegend Männer.
Durch das Jugendarbeitsschutzgesetz soll sichergestellt werden, dass Kinder und Jugendliche keine Arbeiten ausführen müssen, die sie in ihrer Gesundheit gefährden. So dürfen z. B. Personen unter 18 Jahren bei ihrer Arbeit nicht mit gefährlichen Chemikalien und radioaktiven Substanzen in Kontakt kommen.

### Schutz vor „Verschwinden“ und Suizid
Nur sehr wenige Kinder werden dauerhaft vermisst. Von 1950 bis 2003 sind es in der Bundesrepublik Deutschland 830 Fälle. Oft ist der Hintergrund ein Sorgerechtsstreit, der mit einer Kindesentziehung endet. Unter den Vermissten sind viele unbegleitete Flüchtlingskinder. In einigen Fällen ist das Kind vermutlich ertrunken, aber seine Leiche konnte nicht gefunden werden. Die Polizei geht davon aus, dass Tötungsdelikte bei dauerhaft Vermissten nur in Einzelfällen eine Rolle spielen.
Zu Suizid oder Suizidversuchen kann es im Jugendalter eines Kindes kommen. Kinder unter 14 scheiden ähnlich oft durch Suizid aus dem Leben wie durch Tötungsdelikte. Bei Jugendlichen über 14 steigt die Selbstmordrate stark an. Blüml (1996) 
gibt als eigentliche Ursachen an:
- Zurücksetzen oder Vernachlässigung des Kindes
- Misstrauen
- ständige Kritik
- angstfördernde Erziehung
- zu hohe Leistungserwartung
- gestörte Familienverhältnisse.

Die Auslöser können dann traumatische Erlebnisse sein, manchmal (bei Jugendlichen) Liebeskummer. Nachahmungen spielen eine große Rolle.

### Schutz vor Ausbeutung durch Kinderarbeit
Gemäß § 52 Jugendarbeitsschutzgesetz (JArbSchG) müssen die Gemeinden in Deutschland den Aufsichtsbehörden Namen und Anschrift des Kindes übermitteln, wenn sie für ein Kind oder einen vollzeitschulpflichtigen Jugendlichen eine Lohnsteuerkarte ausstellen. Die Aufsichtsbehörden wachen in der Bundesrepublik über die Einhaltung der „Verordnung über den Kinderarbeitsschutz“ vom 23. Juni 1998.

### Schutz vor den Folgen von Armut und Unterentwicklung
Die hohe Kindersterblichkeit in den Entwicklungsländern ist zu einem großen Teil Folge der Armut. Diese führt in Verbindung mit einer mangelhaften Infrastruktur (im Süden Sierra Leones gibt es für über 200.000 Menschen nicht einen einzigen Krankenwagen) dazu, dass Kinder nicht oder nur unzureichend ärztliche Hilfe und Medikamente erhalten. Die UNICEF hat 2007 eine Schwerpunktkampagne in Sierra Leone, dem Land mit der weltweit höchsten Kindersterblichkeit, durchgeführt, um dort die Malaria effektiv zu bekämpfen. Durch Einführung des Kombinationspräparats ACT und Verteilung von Moskitonetzen konnte die Zahl der Neuerkrankungen (nicht nur bei Kindern) drastisch gesenkt werden.
In entwickelten Ländern sterben nur wenige Menschen bereits im Kindesalter.